# High Moon Studios
High Moon Studios (ehemals Sammy Studios) ist ein US-amerikanisches Entwicklungsstudio für Computerspiele, welches ein Teil von Sierra Entertainment war. Nach einiger Zeit als unabhängiges Studio wurde der Entwickler von Vivendi Games im Januar 2006 aufgekauft und erhielt den aktuellen Namen. Heute gehört es zu Activision Blizzard, einer Tochtergesellschaft von Activision.

## Geschichte
High Moon Studios wurde im April 2001 als Abteilung des japanischen Verlags Sammy gegründet, der zunächst als Sammy Entertainment bekannt war und im folgenden Jahr in Sammy Studios umbenannt wurde, um Spiele in Amerika zu entwickeln und zu veröffentlichen. Nachdem Sammy am 1. Oktober 2004 mit Sega zur Sega Sammy Holdings fusionierte, stellte Sammy die Entwicklung von Videospielen in Amerika ein, um sich auf seine japanischen Produktionen zu konzentrieren, und plante in diesem Zusammenhang die Schließung der Sammy Studios. Am 3. März 2005 wurde Sammy Studios jedoch im Rahmen eines Management-Buyouts von einer Gruppe unter der Leitung von Präsident und CEO John Rowe übernommen und in High Moon Studios umbenannt.

## Spiele
| 2005 | Darkwatch                               | ja   | nein | nein | nein | nein | ja   | nein | nein | nein |
| 2008 | Robert Ludlum's The Bourne Conspiracy   | nein | ja   | nein | nein | nein | nein | ja   | nein | nein |
| 2010 | Transformers: War for Cybertron         | nein | ja   | nein | nein | ja   | nein | ja   | nein | nein |
| 2011 | Transformers: Dark of the Moon          | nein | ja   | nein | nein | nein | nein | ja   | nein | nein |
| 2012 | Transformers: Fall of Cybertron         | nein | ja   | ja   | nein | ja   | nein | ja   | ja   | nein |
| 2013 | Deadpool                                | nein | ja   | ja   | nein | ja   | nein | ja   | ja   | nein |
| 2014 | Call of Duty: Advanced Warfare          | nein | ja   | ja   | nein | ja   | nein | ja   | ja   | nein |
| 2016 | Call of Duty: Modern Warfare Remastered | nein | nein | ja   | nein | ja   | nein | nein | ja   | nein |
| 2017 | Destiny 2                               | nein | nein | ja   | nein | ja   | nein | nein | ja   | nein |
| 2019 | Call of Duty: Modern Warfare            | nein | nein | ja   | nein | ja   | nein | nein | ja   | nein |
| 2020 | Call of Duty: Black Ops Cold War        | nein | nein | ja   | ja   | ja   | nein | nein | ja   | ja   |